# Lê Ngọc Triển
Lê Ngọc Triển (1927), nguyên là một tướng lĩnh Bộ binh của Quân lực Việt Nam Cộng hòa, cấp bậc Thiếu tướng. Ông xuất thân từ những khóa đầu tiên tại trường Võ bị Quốc gia do Chính phủ Quốc gia Việt Nam được sự hỗ trợ của Pháp mở ra ở Trung phần với mục đích đào tạo sĩ quan người Việt phục vụ cho Quân đội Quốc gia trong Quân đội Liên hiệp Pháp. Ông đã tuần tự đảm trách từ chỉ huy cấp Trung đội đến Tư lệnh cấp Sư đoàn Bộ binh, ông cũng được cử giữ chức vụ trong lĩnh vực Hành chính như Tỉnh trưởng..., sau cùng chuyển qua lĩnh vực Tham mưu cho đến cuối tháng 4 năm 1975.

## Tiểu sử & Binh nghiệp
Ông sinh ngày 10 tháng 2 năm 1927, trong một gia đình thương nhân khá giả tại Nam Định, miền Bắc Việt Nam. Ông đã học Trung học chương trình Pháp tại Nam Định, sau chuyển lên Hà Nội học tại Trường Bưởi. Năm 1948, ông tốt nghiệp với văn bằng Tú tài bán phần (Part I).

### Quân đội Liên hiệp Pháp
Tháng 9 năm 1949, thi hành lệnh động viên, ông nhập ngũ vào Quân đội Liên hiệp Pháp, mang số quân: 47/300.908. Theo học khóa 2 Quang Trung ở trường Võ bị Quốc gia Huế, khai giảng ngày 25 tháng 9 năm 1949. Ngày 24 tháng 6 năm 1950 mãn khóa tốt nghiệp với cấp bậc Thiếu úy hiện dịch. Ra trường, ông được phân bổ về đơn vị Bộ binh phục vụ trên khắp chiến trường Bắc Việt với các chức vụ Trung đội trưởng, Đại đội trưởng.

### Quân đội Quốc gia Việt Nam
Quân đội Quốc gia chính thức thành lập vào năm 1950, nhưng mãi đến năm 1952 mới tổ chức được Bộ Tổng tham mưu. Năm 1952, chuyển sang phục vụ Quân đội Quốc gia, ông được thăng cấp Trung úy và được cử theo học khóa cao cấp tai Trung tâm Chiến thuật Hà Nội.
Đầu năm 1953, ông được thăng cấp Đại úy và được chỉ định giữ chức vụ Tiểu đoàn trưởng Tiểu đoàn Bộ binh. Đến đầu tháng 1 năm 1954, ông được cử làm Tham mưu trưởng Khu chiến Bùi Chu. Sau đó được cử theo học khóa Chỉ huy Tham mưu tại Hà Nội.

### Quân đội Việt Nam Cộng hòa
Cuối tháng 7 năm 1955, từ Quân đội Quốc gia chuyển sang Quân đội Việt Nam Cộng hòa, ông được thăng cấp Thiếu tá giữ chức vụ Trung đoàn trưởng Trung đoàn 3 thuộc Sư đoàn 1 Bộ binh. Ngày 25 tháng 6 năm 1957, ông được thăng cấp Trung tá tại nhiệm. Giữa năm 1958, ông được lệnh bàn giao chức vụ Trung đoàn trưởng Trung đoàn 3 và thuyên chuyển về Trung ương giữ chức vụ Tư lệnh Lữ đoàn Liên binh Phòng vệ phủ Tổng thống thay thế Trung tá Hoàng Văn Lạc.
Tháng giêng năm 1961, ông được bổ nhiệm chức vụ Tỉnh trưởng tỉnh Phú Yên thay thế ông Hồng Dũ Châu sau khi bàn giao Lữ đoàn Liên binh Phòng vệ lại cho Trung tá Nguyễn Ngọc Khôi. Đến tháng 7 năm 1962, nhận lệnh bàn giao chức vụ Tỉnh trưởng Phú Yên lại cho Thiếu tá Dương Thái Đồng. Ngay sau đó ông được cử vào chức vụ Giám đốc Nha quân nhu thuộc Bộ quốc phòng thay thế Đại tá Tạ Xuân Thuận.
Cuối năm 1963, sau cuộc đảo chính Tổng thống Ngô Đình Diệm, nhận lệnh bàn giao Nha Quân nhu lại cho Trung tá Hồ Văn Di Hinh, sau đó ông được chỉ định giữ chức vụ Phụ tá Tư lệnh Sư đoàn 7 Bộ binh do Thiếu tướng Lâm Văn Phát làm Tư lệnh. Tháng giêng năm 1964, ông được cử đi du học khóa Chỉ huy Tham mưu cao cấp tại Học viện Fort Leavenworth, Tiểu bang Kansas, Hoa Kỳ.
Tháng 2 năm 1965, ông được chỉ định làm Trưởng phòng 3 trong Bộ Tổng tham mưu do Trung tướng Trần Văn Minh làm Tổng Tham mưu trưởng. Ngày Quân lực lần thứ nhất 19 tháng 6 cùng năm, ông được thăng cấp Đại tá, giữ chức Tham mưu trưởng trong Bộ chỉ huy Tổng cục Quân huấn dưới thời 2 Tổng cục trưởng là Trung tướng Tôn Thất Đính và Thiếu tướng Lữ Lan. Đến tháng 1 năm 1967, ông được chỉ định giữ chức vụ Chỉ huy trưởng Trung tâm Huấn luyện Quốc gia Quang Trung thay thế Thiếu tướng Nguyễn Văn Vỹ được cử đi làm Tham mưu trưởng Bộ Tổng tham mưu.
Ngày Quân lực 19 tháng 6 năm 1968, ông được thăng cấp Chuẩn tướng tại nhiệm. Tháng 9 năm 1969, nhận lệnh bàn giao Quân trường Quang Trung lại cho Thiếu tướng Hoàng Văn Lạc, sau đó ông được bổ nhiệm chức vụ Tư lệnh Sư đoàn 22 Bộ binh thay thế Chuẩn tướng Nguyễn Văn Hiếu được cử đi làm Tư lệnh Sư đoàn 18 Bộ binh. Ngày Quân lực 19 tháng 6 năm 1970, ông được thăng cấp Thiếu tướng tại nhiệm.
Cuối tháng 2 năm 1972, ông xin từ nhiệm chức vụ Tư lệnh Sư đoàn 22 Bộ binh vì lý do sức khoẻ, sau đó bàn giao Sư đoàn lại cho Đại tá Lê Đức Đạt. Một tháng sau, ông được chỉ định làm Tham mưu phó Hành quân trong Bộ Tổng tham mưu.

## 1975
Ngày 30 tháng 4, ông cùng gia đình di tản khỏi Việt Nam. Sau đó sang định cư tại Pomona, miền Nam Tiểu bang California, Hoa Kỳ.
Ngày 17 tháng 01 năm 2019, ông qua đời tại California, Hoa Kỳ.

## Huy chương
-Bảo quốc Huân chương đệ tam đẳng
-Được tặng thưởng một số Huy chương quân sự và dân sự khác.